# DM i landevejscykling 2022 – Linjeløb (herrer)
Herrernes linjeløb ved DM i landevejscykling 2022 blev afholdt søndag den 26. juni i Aalborg. Linjeløbet foregik over 211 km.
Løbet blev vundet af Alexander Kamp fra Trek-Segafredo for anden gang i karrieren. Mads Pedersen (Trek-Segafredo) og Mikkel Frølich Honoré (Quick-Step Alpha Vinyl) tog sig af de resterende podiepladser.

## Resultat
| \| Samlede stilling \| Samlede stilling \| Samlede stilling \| Samlede stilling \| Samlede stilling \| \| Rytter \| Rytter \| Hold \| Tid \| \| \| ---------------- \| ------------------------ \| ---------------------------------- \| ---------------- \| ---------------- \| \| 1. \| Alexander Kamp \| Trek-Segafredo \| 4t 52' 17" \| \| \| 2. \| Mads Pedersen \| Trek-Segafredo \| + 13" \| \| \| 3. \| Mikkel Honoré \| Quick-Step Alpha Vinyl \| + 13" \| \| \| 4. \| Andreas Stokbro \| Team Coop \| + 17" \| \| \| 5. \| Louis Bendixen \| Team Coop \| + 27" \| \| \| 6. \| Carl-Frederik Bévort \| Uno-X DARE Development \| + 46" \| \| \| 7. \| Lasse Norman Leth \| Uno-X Pro Cycling Team \| + 1' 00" \| \| \| 8. \| Mattias Skjelmose \| Trek-Segafredo \| + 1' 00" \| \| \| 9. \| Emil Vinjebo \| Riwal Cycling Team \| + 1' 01" \| \| \| 10. \| Rasmus Bøgh Wallin \| Restaurant Suri-Carl Ras \| + 1' 08" \| \| \| 11. \| Mathias Larsen \| Restaurant Suri-Carl Ras \| + 1' 08" \| \| \| 12. \| Magnus Cort \| EF Education-EasyPost \| + 1' 08" \| \| \| 13. \| Mathias Bregnhøj \| Riwal Cycling Team \| + 1' 08" \| \| \| 14. \| Magnus Bak Klaris \| Restaurant Suri-Carl Ras \| + 1' 09" \| \| \| 15. \| Mathias Norsgaard \| Movistar Team \| + 1' 11" \| \| \| 16. \| Jonas Gregaard \| Uno-X Pro Cycling Team \| + 1' 11" \| \| \| 17. \| Julius Johansen \| Intermarché-Wanty-Gobert Matériaux \| + 1' 18" \| \| \| 18. \| Frederik Irgens Jensen \| BHS-PL Beton Bornholm \| + 2' 15" \| \| \| 19. \| Sebastian Kolze Changizi \| ColoQuick \| + 2' 16" \| \| \| 20. \| Christoffer Lisson \| Riwal Cycling Team \| + 2' 16" \| \| |                          |                                    |            |
| |                          |                                    |            |
| Kilder: ProCyclingStats Cycling Quotient |                          |                                    |            |
| Samlede stilling |                          |                                    |            |
| Rytter | Rytter                   | Hold                               | Tid        |
| 1. | Alexander Kamp           | Trek-Segafredo                     | 4t 52' 17" |
| 2. | Mads Pedersen            | Trek-Segafredo                     | + 13"      |
| 3. | Mikkel Honoré            | Quick-Step Alpha Vinyl             | + 13"      |
| 4. | Andreas Stokbro          | Team Coop                          | + 17"      |
| 5. | Louis Bendixen           | Team Coop                          | + 27"      |
| 6. | Carl-Frederik Bévort     | Uno-X DARE Development             | + 46"      |
| 7. | Lasse Norman Leth        | Uno-X Pro Cycling Team             | + 1' 00"   |
| 8. | Mattias Skjelmose        | Trek-Segafredo                     | + 1' 00"   |
| 9. | Emil Vinjebo             | Riwal Cycling Team                 | + 1' 01"   |
| 10. | Rasmus Bøgh Wallin       | Restaurant Suri-Carl Ras           | + 1' 08"   |
| 11. | Mathias Larsen           | Restaurant Suri-Carl Ras           | + 1' 08"   |
| 12. | Magnus Cort              | EF Education-EasyPost              | + 1' 08"   |
| 13. | Mathias Bregnhøj         | Riwal Cycling Team                 | + 1' 08"   |
| 14. | Magnus Bak Klaris        | Restaurant Suri-Carl Ras           | + 1' 09"   |
| 15. | Mathias Norsgaard        | Movistar Team                      | + 1' 11"   |
| 16. | Jonas Gregaard           | Uno-X Pro Cycling Team             | + 1' 11"   |
| 17. | Julius Johansen          | Intermarché-Wanty-Gobert Matériaux | + 1' 18"   |
| 18. | Frederik Irgens Jensen   | BHS-PL Beton Bornholm              | + 2' 15"   |
| 19. | Sebastian Kolze Changizi | ColoQuick                          | + 2' 16"   |
| 20. | Christoffer Lisson       | Riwal Cycling Team                 | + 2' 16"   |

## Hold og ryttere
| UCI WorldTeams (6)- Quick-Step Alpha Vinyl - EF Education-EasyPost - Movistar Team - Trek-Segafredo - Team DSM - Intermarché-Wanty-Gobert Matériaux UCI ProTeam- Uno-X Pro Cycling Team UCI Kontinentalhold (10)- ColoQuick - Riwal - BHS-PL Beton Bornholm - Restaurant Suri-Carl Ras - Coop - Biesse-Carrera - EF Education-Nippo Development - Uno-X DARE Development Team - Hagens Berman Axeon - Development Team DSM DCU Elite Teams (8)- Bache-JS.dk - Herning CK Elite Biemme Danmark - Sparekassen Danmark Aalborg - Georg Berg - IBT-BH Carl Ras - CO:PLAY-Giant Store - Give Elementer - Nyt Syn powered by Fialla Amatørcykelhold (2)- Team SmartDry - Rostese Giant ASD Regional- og klubhold (5)- Randers Cykleklub - Sydkysten Cycling - Holbæk Cykelsport - Klampenborg CC - Team ABC Elite |
| |

### Startliste
| Israel-Premier Tech IPT | Israel-Premier Tech IPT  | Israel-Premier Tech IPT |
| ----------------------- | ------------------------ | ----------------------- |
| Nr.                     | Rytter                   | Placering               |
| 1                       | Mads Würtz Schmidt (DEN) | DNS                     |

| Bora-Hansgrohe BOH | Bora-Hansgrohe BOH     | Bora-Hansgrohe BOH |
| ------------------ | ---------------------- | ------------------ |
| Nr.                | Rytter                 | Placering          |
| 2                  | Frederik Wandahl (DEN) | DNS                |

| Movistar Team MOV | Movistar Team MOV       | Movistar Team MOV |
| ----------------- | ----------------------- | ----------------- |
| Nr.               | Rytter                  | Placering         |
| 3                 | Mathias Norsgaard (DEN) | 15.               |

| Trek-Segafredo TFS | Trek-Segafredo TFS      | Trek-Segafredo TFS |
| ------------------ | ----------------------- | ------------------ |
| Nr.                | Rytter                  | Placering          |
| 4                  | Alexander Kamp (DEN)    | 1.                 |
| 5                  | Asbjørn Hellemose (DEN) | 39.                |
| 6                  | Jakob Egholm (DEN)      | DNF                |
| 7                  | Mads Pedersen (DEN)     | 2.                 |
| 8                  | Mattias Skjelmose (DEN) | 8.                 |

| Uno-X Pro Cycling Team UXT | Uno-X Pro Cycling Team UXT | Uno-X Pro Cycling Team UXT |
| -------------------------- | -------------------------- | -------------------------- |
| Nr.                        | Rytter                     | Placering                  |
| 9                          | Anthon Charmig (DEN)       | DNF                        |
| 10                         | Jacob Hindsgaul (DEN)      | 41.                        |
| 11                         | Jonas Gregaard (DEN)       | 16.                        |
| 12                         | Lasse Norman Leth (DEN)    | 7.                         |
| 13                         | Morten Hulgaard (DEN)      | 22.                        |
| 14                         | Niklas Larsen (DEN)        | DNS                        |
| 15                         | Niklas Eg (DEN)            | DNS                        |
| 16                         | William Blume Levy (DEN)   | DNS                        |

| Biesse-Carrera BIE | Biesse-Carrera BIE    | Biesse-Carrera BIE |
| ------------------ | --------------------- | ------------------ |
| Nr.                | Rytter                | Placering          |
| 17                 | Anders Foldager (DEN) | DNF                |

| Rostese Giant ASD ___ | Rostese Giant ASD ___ | Rostese Giant ASD ___ |
| --------------------- | --------------------- | --------------------- |
| Nr.                   | Rytter                | Placering             |
| 18                    | Magnus Henneberg      | 32.                   |

| Quick-Step Alpha Vinyl QST | Quick-Step Alpha Vinyl QST | Quick-Step Alpha Vinyl QST |
| -------------------------- | -------------------------- | -------------------------- |
| Nr.                        | Rytter                     | Placering                  |
| 19                         | Mikkel Honoré (DEN)        | 3.                         |

| Development Team DSM DDS | Development Team DSM DDS   | Development Team DSM DDS |
| ------------------------ | -------------------------- | ------------------------ |
| Nr.                      | Rytter                     | Placering                |
| 20                       | Tobias Lund Andresen (DEN) | DNF                      |

| EF Education-EasyPost EFE | EF Education-EasyPost EFE | EF Education-EasyPost EFE |
| ------------------------- | ------------------------- | ------------------------- |
| Nr.                       | Rytter                    | Placering                 |
| 21                        | Magnus Cort (DEN)         | 12.                       |
| 22                        | Michael Valgren (DEN)     | DNS                       |

| EF Education-Nippo Development EFD | EF Education-Nippo Development EFD | EF Education-Nippo Development EFD |
| ---------------------------------- | ---------------------------------- | ---------------------------------- |
| Nr.                                | Rytter                             | Placering                          |
| 23                                 | Oliver Wulff Frederiksen (DEN)     | DNF                                |

| Hagens Berman Axeon HBA | Hagens Berman Axeon HBA | Hagens Berman Axeon HBA |
| ----------------------- | ----------------------- | ----------------------- |
| Nr.                     | Rytter                  | Placering               |
| 24                      | Kasper Andersen (DEN)   | 31.                     |

| Intermarché-Wanty-Gobert Matériaux IWG | Intermarché-Wanty-Gobert Matériaux IWG | Intermarché-Wanty-Gobert Matériaux IWG |
| -------------------------------------- | -------------------------------------- | -------------------------------------- |
| Nr.                                    | Rytter                                 | Placering                              |
| 25                                     | Julius Johansen (DEN)                  | 17.                                    |

| Lotto-Soudal LTS | Lotto-Soudal LTS   | Lotto-Soudal LTS |
| ---------------- | ------------------ | ---------------- |
| Nr.              | Rytter             | Placering        |
| 26               | Andreas Kron (DEN) | DNS              |

| Quick-Step Alpha Vinyl QST | Quick-Step Alpha Vinyl QST | Quick-Step Alpha Vinyl QST |
| -------------------------- | -------------------------- | -------------------------- |
| Nr.                        | Rytter                     | Placering                  |
| 27                         | Michael Mørkøv (DEN)       | 30.                        |
| 28                         | Kasper Asgreen (DEN)       | DNS                        |

| Team Coop TCO | Team Coop TCO         | Team Coop TCO |
| ------------- | --------------------- | ------------- |
| Nr.           | Rytter                | Placering     |
| 29            | Andreas Stokbro (DEN) | 4.            |
| 30            | Louis Bendixen (DEN)  | 5.            |

| Team DSM DSM | Team DSM DSM                 | Team DSM DSM |
| ------------ | ---------------------------- | ------------ |
| Nr.          | Rytter                       | Placering    |
| 31           | Asbjørn Kragh Andersen (DEN) | DNS          |
| 32           | Casper Pedersen (DEN)        | DNF          |
| 33           | Frederik Rodenberg (DEN)     | DNF          |

| Team SmartDry ___ | Team SmartDry ___          | Team SmartDry ___ |
| ----------------- | -------------------------- | ----------------- |
| Nr.               | Rytter                     | Placering         |
| 34                | Christian Gorm Albrechtsen | DNF               |
| 35                | Mads Lundh                 | DNF               |

| UAE Team Emirates UAD | UAE Team Emirates UAD        | UAE Team Emirates UAD |
| --------------------- | ---------------------------- | --------------------- |
| Nr.                   | Rytter                       | Placering             |
| 36                    | Mikkel Norsgaard Bjerg (DEN) | DNS                   |

| Riwal Cycling Team RIW | Riwal Cycling Team RIW      | Riwal Cycling Team RIW |
| ---------------------- | --------------------------- | ---------------------- |
| Nr.                    | Rytter                      | Placering              |
| 37                     | Alexander Salby (DEN)       | DNS                    |
| 38                     | Christoffer Lisson (DEN)    | 20.                    |
| 39                     | Emil Vinjebo (DEN)          | 9.                     |
| 40                     | Kasper Viberg Søgaard (DEN) | DNF                    |
| 41                     | Mathias Bregnhøj (DEN)      | 13.                    |
| 42                     | Morten Nørtoft (DEN)        | DNF                    |
| 43                     | Søren Vosgerau (DEN)        | DNF                    |

| ColoQuick TCQ | ColoQuick TCQ                    | ColoQuick TCQ |
| ------------- | -------------------------------- | ------------- |
| Nr.           | Rytter                           | Placering     |
| 44            | Frederik Muff (DEN)              | DNF           |
| 45            | Frederik Bjørn Sørensen (DEN)    | DNF           |
| 46            | Jeppe Aaskov Pallesen (DEN)      | 28.           |
| 47            | Jesper Schultz (DEN)             | 37.           |
| 48            | Joshua Gudnitz (DEN)             | DNF           |
| 49            | Karl Hjøllund Klinge (DEN)       | DNF           |
| 50            | Lukas Lund Sørensen (DEN)        | DNF           |
| 51            | Mads Andersen (DEN)              | DNF           |
| 52            | Mads Østergaard Kristensen (DEN) | DNF           |
| 53            | Matias Malmberg (DEN)            | DNF           |
| 54            | Oliver Søndergaard (DEN)         | DNF           |
| 55            | Sebastian Kolze Changizi (DEN)   | 19.           |
| 56            | Simon Bak (DEN)                  | 21.           |

| BHS-PL Beton Bornholm BPC | BHS-PL Beton Bornholm BPC     | BHS-PL Beton Bornholm BPC |
| ------------------------- | ----------------------------- | ------------------------- |
| Nr.                       | Rytter                        | Placering                 |
| 57                        | Adam Holm Jørgensen (DEN)     | 33.                       |
| 58                        | Emil Toudal (DEN)             | DNF                       |
| 59                        | Emil Schandorff Iwersen (DEN) | DNF                       |
| 60                        | Frederik Irgens Jensen (DEN)  | 18.                       |
| 61                        | Gustav Wang (DEN)             | DNF                       |
| 62                        | Mads Rahbek (DEN)             | 23.                       |
| 63                        | Martin Toft Madsen (DEN)      | DNF                       |
| 64                        | Nikolaj Mengel (DEN)          | DNF                       |
| 65                        | Nils Lau Nyborg Broge (DEN)   | 38.                       |
| 66                        | Rasmus Søjberg Pedersen (DEN) | DNF                       |
| 67                        | Sebastian Ryttersgaard (DEN)  | DNF                       |

| Herning CK Elite Biemme Danmark ___ | Herning CK Elite Biemme Danmark ___ | Herning CK Elite Biemme Danmark ___ |
| ----------------------------------- | ----------------------------------- | ----------------------------------- |
| Nr.                                 | Rytter                              | Placering                           |
| 68                                  | Andreas Aidel Brixen (DEN)          | DNF                                 |
| 69                                  | Carl Voldbjerg                      | DNF                                 |
| 70                                  | Casper Kaysen                       | DNF                                 |
| 71                                  | Daniel Lyhne (DEN)                  | 34.                                 |
| 72                                  | Jonas Birk Madsen                   | DNF                                 |
| 73                                  | Jonas Nordal Jakobsen               | DNF                                 |
| 74                                  | Mads-Emil Dupont Hougaard (DEN)     | DNF                                 |
| 75                                  | Nicolai Bujakewitz Kristensen       | DNF                                 |
| 76                                  | Rasmus Byriel Iversen (DEN)         | DNF                                 |

| Restaurant Suri-Carl Ras GSH | Restaurant Suri-Carl Ras GSH | Restaurant Suri-Carl Ras GSH |
| ---------------------------- | ---------------------------- | ---------------------------- |
| Nr.                          | Rytter                       | Placering                    |
| 77                           | Albert Holm (DEN)            | DNF                          |
| 78                           | Christian Lindquist (DEN)    | DNF                          |
| 79                           | Julius Nowak Dalner          | DNS                          |
| 80                           | Magnus Bak Klaris (DEN)      | 14.                          |
| 81                           | Martin Pedersen (DEN)        | DNF                          |
| 82                           | Mathias Larsen (DEN)         | 11.                          |
| 83                           | Oliver Knudsen (DEN)         | 26.                          |
| 84                           | Oscar Bluhm (DEN)            | DNF                          |
| 85                           | Rasmus Bøgh Wallin (DEN)     | 10.                          |
| 86                           | Sebastian Nielsen (DEN)      | 24.                          |
| 87                           | Tobias Kongstad (DEN)        | 42.                          |

| Bache-JS.dk ___ | Bache-JS.dk ___             | Bache-JS.dk ___ |
| --------------- | --------------------------- | --------------- |
| Nr.             | Rytter                      | Placering       |
| 88              | Jeppe Andreasen             | DNF             |
| 89              | Lasse Mikkelsen             | DNF             |
| 90              | Lauge Woer                  | DNF             |
| 91              | Mads Bak Bjerregaard        | DNF             |
| 92              | Markus Klitgaard Bugge      | DNF             |
| 93              | Nicklas Amdi Pedersen (DEN) | 25.             |
| 94              | Peter Skov Lauritzen        | DNF             |
| 95              | Ruben Zilas Larsen          | DNF             |
| 96              | Stefan Ryom                 | DNF             |

| Bahrain Victorious TBV | Bahrain Victorious TBV      | Bahrain Victorious TBV |
| ---------------------- | --------------------------- | ---------------------- |
| Nr.                    | Rytter                      | Placering              |
| 97                     | Johan Price-Pejtersen (DEN) | DNS                    |

| CO:PLAY-Giant Store ___ | CO:PLAY-Giant Store ___    | CO:PLAY-Giant Store ___ |
| ----------------------- | -------------------------- | ----------------------- |
| Nr.                     | Rytter                     | Placering               |
| 98                      | Daniel Lemvig Lond         | DNF                     |
| 99                      | Emil Hyllested             | DNF                     |
| 100                     | Jaspar Lonsdale            | DNF                     |
| 101                     | Kristian Broløs Damgaard   | DNF                     |
| 102                     | Kristian Siig Hessel       | DNF                     |
| 103                     | Magnus Machholdt           | DNF                     |
| 104                     | Mathias Matz (DEN)         | DNF                     |
| 105                     | Mikkel Øritsland (DEN)     | DNF                     |
| 106                     | Pelle Køster (DEN)         | DNF                     |
| 107                     | Poul Holten Andersen       | DNF                     |
| 108                     | Victor Grue Enggaard (DEN) | DNF                     |

| Georg Berg ___ | Georg Berg ___                         | Georg Berg ___ |
| -------------- | -------------------------------------- | -------------- |
| Nr.            | Rytter                                 | Placering      |
| 109            | Frederik Lundberg                      | DNF            |
| 110            | Jacob Schebye                          | 29.            |
| 111            | Jannik Ljungdahl                       | DNF            |
| 112            | Mads Schelde Berg (DEN)                | DNF            |
| 113            | Magnus Rost                            | DNF            |
| 114            | Magnus Bächler                         | DNF            |
| 115            | Nicklas Lilleskov Falk Rasmussen (DEN) | 36.            |
| 116            | Niklas Hornshøj                        | DNF            |
| 117            | Oskar Winkler (DEN)                    | DNF            |

| Give Elementer ___ | Give Elementer ___         | Give Elementer ___ |
| ------------------ | -------------------------- | ------------------ |
| Nr.                | Rytter                     | Placering          |
| 118                | Anders Bruun               | DNF                |
| 119                | Daniel Eriksen             | DNF                |
| 120                | Gustav Frederik Dahl (DEN) | 27.                |
| 121                | Jakob Bødker               | DNF                |
| 122                | Jeppe Falk-Kristensen      | DNF                |
| 123                | Jeppe Tolbøll              | DNF                |
| 124                | Martin Szokody             | DNF                |
| 125                | Mathias Møller Jørgensen   | DNF                |
| 126                | Rasmus Lundtoft Lindbjerg  | DNF                |

| IBT-BH Carl Ras ___ | IBT-BH Carl Ras ___          | IBT-BH Carl Ras ___ |
| ------------------- | ---------------------------- | ------------------- |
| Nr.                 | Rytter                       | Placering           |
| 127                 | Felix Fog Holst Larsen       | DNF                 |
| 128                 | Frederik Thomsen             | 40.                 |
| 129                 | Kasper Due Kaspersen         | DNF                 |
| 130                 | Lucas Schrøder               | DNS                 |
| 131                 | Marckus Njor                 | DNS                 |
| 132                 | Nicholas Thorøe-Hansen (DEN) | DNF                 |
| 133                 | Rasmus Bisgaard              | DNS                 |
| 134                 | Sebastian Andreasson (DEN)   | DNF                 |
| 135                 | Thorolf Rønhede              | DNF                 |

| Spellman Dublin Port ___ | Spellman Dublin Port ___ | Spellman Dublin Port ___ |
| ------------------------ | ------------------------ | ------------------------ |
| Nr.                      | Rytter                   | Placering                |
| 136                      | Anders Fynbo             | DNS                      |

| Team Nyt Syn powered by Fialla ___ | Team Nyt Syn powered by Fialla ___ | Team Nyt Syn powered by Fialla ___ |
| ---------------------------------- | ---------------------------------- | ---------------------------------- |
| Nr.                                | Rytter                             | Placering                          |
| 137                                | Arne Birkemose                     | DNF                                |
| 138                                | Christian Bahr                     | DNS                                |
| 139                                | Emil Tønnesen                      | DNF                                |
| 140                                | Ian Millennium                     | DNS                                |
| 141                                | Rasmus Lund Pedersen (DEN)         | DNF                                |

| Team Sparekassen Danmark Aalborg ___ | Team Sparekassen Danmark Aalborg ___ | Team Sparekassen Danmark Aalborg ___ |
| ------------------------------------ | ------------------------------------ | ------------------------------------ |
| Nr.                                  | Rytter                               | Placering                            |
| 142                                  | Dennis Lock (DEN)                    | DNF                                  |
| 143                                  | Jacob Gye Madsen                     | DNF                                  |
| 144                                  | Johannes Rom Dahl                    | DNF                                  |
| 145                                  | Jonas Sørensen                       | DNF                                  |
| 146                                  | Magnus Lorents Nielsen (DEN)         | DNF                                  |
| 147                                  | Mikkel Kastrup                       | DNF                                  |
| 148                                  | Morten Gadgaard (DEN)                | DNF                                  |
| 149                                  | Oscar Munk-Olsen                     | DNF                                  |
| 150                                  | Sebastian Petersen                   | DNF                                  |
| 151                                  | William Wisholm                      | DNF                                  |

| Uno-X DARE Development UDT | Uno-X DARE Development UDT  | Uno-X DARE Development UDT |
| -------------------------- | --------------------------- | -------------------------- |
| Nr.                        | Rytter                      | Placering                  |
| 152                        | Carl-Frederik Bévort (DEN)  | 6.                         |
| 153                        | Marcus Sander Hansen (DEN)  | DNS                        |
| 154                        | Robin Juel Skivild (DEN)    | 35.                        |
| 155                        | Simon Dalby (DEN)           | DNF                        |
| 156                        | Tobias Aagaard Hansen (DEN) | DNF                        |

| Team ABC Elite ___ | Team ABC Elite ___ | Team ABC Elite ___ |
| ------------------ | ------------------ | ------------------ |
| Nr.                | Rytter             | Placering          |
| 157                | Christian Axelsen  | DNF                |
| 158                | Lucas Gude         | DNF                |
| 159                | Peter Sørensen     | DNF                |

| Frederiksberg Bane- og Landevejsklub ___ | Frederiksberg Bane- og Landevejsklub ___ | Frederiksberg Bane- og Landevejsklub ___ |
| ---------------------------------------- | ---------------------------------------- | ---------------------------------------- |
| Nr.                                      | Rytter                                   | Placering                                |
| 160                                      | Martin Henriksen                         | DNS                                      |
| 161                                      | Simon Jacob Svensson                     | DNS                                      |

| Give Elementer ___ | Give Elementer ___   | Give Elementer ___ |
| ------------------ | -------------------- | ------------------ |
| Nr.                | Rytter               | Placering          |
| 162                | Mads Søgaard Mondrup | DNF                |

| Holbæk Cykelsport ___ | Holbæk Cykelsport ___         | Holbæk Cykelsport ___ |
| --------------------- | ----------------------------- | --------------------- |
| Nr.                   | Rytter                        | Placering             |
| 163                   | Lukas Sulaj Kloppenborg (DEN) | DNF                   |

| Idrettsklubben Hero ___ | Idrettsklubben Hero ___ | Idrettsklubben Hero ___ |
| ----------------------- | ----------------------- | ----------------------- |
| Nr.                     | Rytter                  | Placering               |
| 164                     | Rasmus Dedenroth        | DNS                     |

| Klampenborg CC ___ | Klampenborg CC ___        | Klampenborg CC ___ |
| ------------------ | ------------------------- | ------------------ |
| Nr.                | Rytter                    | Placering          |
| 165                | Frederik Gustav Brendborg | DNF                |

| Randers Cykleklub ___ | Randers Cykleklub ___ | Randers Cykleklub ___ |
| --------------------- | --------------------- | --------------------- |
| Nr.                   | Rytter                | Placering             |
| 166                   | Martin Asvig Pedersen | DNF                   |

| Sydkysten Cycling ___ | Sydkysten Cycling ___  | Sydkysten Cycling ___ |
| --------------------- | ---------------------- | --------------------- |
| Nr.                   | Rytter                 | Placering             |
| 167                   | Jacob Fredslund Larsen | DNF                   |

| Israel-Premier Tech IPT | Israel-Premier Tech IPT  | Israel-Premier Tech IPT |
| ----------------------- | ------------------------ | ----------------------- |
| Nr.                     | Rytter                   | Placering               |
| 1                       | Mads Würtz Schmidt (DEN) | DNS                     |

| Bora-Hansgrohe BOH | Bora-Hansgrohe BOH     | Bora-Hansgrohe BOH |
| ------------------ | ---------------------- | ------------------ |
| Nr.                | Rytter                 | Placering          |
| 2                  | Frederik Wandahl (DEN) | DNS                |

| Movistar Team MOV | Movistar Team MOV       | Movistar Team MOV |
| ----------------- | ----------------------- | ----------------- |
| Nr.               | Rytter                  | Placering         |
| 3                 | Mathias Norsgaard (DEN) | 15.               |

| Trek-Segafredo TFS | Trek-Segafredo TFS      | Trek-Segafredo TFS |
| ------------------ | ----------------------- | ------------------ |
| Nr.                | Rytter                  | Placering          |
| 4                  | Alexander Kamp (DEN)    | 1.                 |
| 5                  | Asbjørn Hellemose (DEN) | 39.                |
| 6                  | Jakob Egholm (DEN)      | DNF                |
| 7                  | Mads Pedersen (DEN)     | 2.                 |
| 8                  | Mattias Skjelmose (DEN) | 8.                 |

| Uno-X Pro Cycling Team UXT | Uno-X Pro Cycling Team UXT | Uno-X Pro Cycling Team UXT |
| -------------------------- | -------------------------- | -------------------------- |
| Nr.                        | Rytter                     | Placering                  |
| 9                          | Anthon Charmig (DEN)       | DNF                        |
| 10                         | Jacob Hindsgaul (DEN)      | 41.                        |
| 11                         | Jonas Gregaard (DEN)       | 16.                        |
| 12                         | Lasse Norman Leth (DEN)    | 7.                         |
| 13                         | Morten Hulgaard (DEN)      | 22.                        |
| 14                         | Niklas Larsen (DEN)        | DNS                        |
| 15                         | Niklas Eg (DEN)            | DNS                        |
| 16                         | William Blume Levy (DEN)   | DNS                        |

| Biesse-Carrera BIE | Biesse-Carrera BIE    | Biesse-Carrera BIE |
| ------------------ | --------------------- | ------------------ |
| Nr.                | Rytter                | Placering          |
| 17                 | Anders Foldager (DEN) | DNF                |

| Rostese Giant ASD ___ | Rostese Giant ASD ___ | Rostese Giant ASD ___ |
| --------------------- | --------------------- | --------------------- |
| Nr.                   | Rytter                | Placering             |
| 18                    | Magnus Henneberg      | 32.                   |

| Quick-Step Alpha Vinyl QST | Quick-Step Alpha Vinyl QST | Quick-Step Alpha Vinyl QST |
| -------------------------- | -------------------------- | -------------------------- |
| Nr.                        | Rytter                     | Placering                  |
| 19                         | Mikkel Honoré (DEN)        | 3.                         |

| Development Team DSM DDS | Development Team DSM DDS   | Development Team DSM DDS |
| ------------------------ | -------------------------- | ------------------------ |
| Nr.                      | Rytter                     | Placering                |
| 20                       | Tobias Lund Andresen (DEN) | DNF                      |

| EF Education-EasyPost EFE | EF Education-EasyPost EFE | EF Education-EasyPost EFE |
| ------------------------- | ------------------------- | ------------------------- |
| Nr.                       | Rytter                    | Placering                 |
| 21                        | Magnus Cort (DEN)         | 12.                       |
| 22                        | Michael Valgren (DEN)     | DNS                       |

| EF Education-Nippo Development EFD | EF Education-Nippo Development EFD | EF Education-Nippo Development EFD |
| ---------------------------------- | ---------------------------------- | ---------------------------------- |
| Nr.                                | Rytter                             | Placering                          |
| 23                                 | Oliver Wulff Frederiksen (DEN)     | DNF                                |

| Hagens Berman Axeon HBA | Hagens Berman Axeon HBA | Hagens Berman Axeon HBA |
| ----------------------- | ----------------------- | ----------------------- |
| Nr.                     | Rytter                  | Placering               |
| 24                      | Kasper Andersen (DEN)   | 31.                     |

| Intermarché-Wanty-Gobert Matériaux IWG | Intermarché-Wanty-Gobert Matériaux IWG | Intermarché-Wanty-Gobert Matériaux IWG |
| -------------------------------------- | -------------------------------------- | -------------------------------------- |
| Nr.                                    | Rytter                                 | Placering                              |
| 25                                     | Julius Johansen (DEN)                  | 17.                                    |

| Lotto-Soudal LTS | Lotto-Soudal LTS   | Lotto-Soudal LTS |
| ---------------- | ------------------ | ---------------- |
| Nr.              | Rytter             | Placering        |
| 26               | Andreas Kron (DEN) | DNS              |

| Quick-Step Alpha Vinyl QST | Quick-Step Alpha Vinyl QST | Quick-Step Alpha Vinyl QST |
| -------------------------- | -------------------------- | -------------------------- |
| Nr.                        | Rytter                     | Placering                  |
| 27                         | Michael Mørkøv (DEN)       | 30.                        |
| 28                         | Kasper Asgreen (DEN)       | DNS                        |

| Team Coop TCO | Team Coop TCO         | Team Coop TCO |
| ------------- | --------------------- | ------------- |
| Nr.           | Rytter                | Placering     |
| 29            | Andreas Stokbro (DEN) | 4.            |
| 30            | Louis Bendixen (DEN)  | 5.            |

| Team DSM DSM | Team DSM DSM                 | Team DSM DSM |
| ------------ | ---------------------------- | ------------ |
| Nr.          | Rytter                       | Placering    |
| 31           | Asbjørn Kragh Andersen (DEN) | DNS          |
| 32           | Casper Pedersen (DEN)        | DNF          |
| 33           | Frederik Rodenberg (DEN)     | DNF          |

| Team SmartDry ___ | Team SmartDry ___          | Team SmartDry ___ |
| ----------------- | -------------------------- | ----------------- |
| Nr.               | Rytter                     | Placering         |
| 34                | Christian Gorm Albrechtsen | DNF               |
| 35                | Mads Lundh                 | DNF               |

| UAE Team Emirates UAD | UAE Team Emirates UAD        | UAE Team Emirates UAD |
| --------------------- | ---------------------------- | --------------------- |
| Nr.                   | Rytter                       | Placering             |
| 36                    | Mikkel Norsgaard Bjerg (DEN) | DNS                   |

| Riwal Cycling Team RIW | Riwal Cycling Team RIW      | Riwal Cycling Team RIW |
| ---------------------- | --------------------------- | ---------------------- |
| Nr.                    | Rytter                      | Placering              |
| 37                     | Alexander Salby (DEN)       | DNS                    |
| 38                     | Christoffer Lisson (DEN)    | 20.                    |
| 39                     | Emil Vinjebo (DEN)          | 9.                     |
| 40                     | Kasper Viberg Søgaard (DEN) | DNF                    |
| 41                     | Mathias Bregnhøj (DEN)      | 13.                    |
| 42                     | Morten Nørtoft (DEN)        | DNF                    |
| 43                     | Søren Vosgerau (DEN)        | DNF                    |

| ColoQuick TCQ | ColoQuick TCQ                    | ColoQuick TCQ |
| ------------- | -------------------------------- | ------------- |
| Nr.           | Rytter                           | Placering     |
| 44            | Frederik Muff (DEN)              | DNF           |
| 45            | Frederik Bjørn Sørensen (DEN)    | DNF           |
| 46            | Jeppe Aaskov Pallesen (DEN)      | 28.           |
| 47            | Jesper Schultz (DEN)             | 37.           |
| 48            | Joshua Gudnitz (DEN)             | DNF           |
| 49            | Karl Hjøllund Klinge (DEN)       | DNF           |
| 50            | Lukas Lund Sørensen (DEN)        | DNF           |
| 51            | Mads Andersen (DEN)              | DNF           |
| 52            | Mads Østergaard Kristensen (DEN) | DNF           |
| 53            | Matias Malmberg (DEN)            | DNF           |
| 54            | Oliver Søndergaard (DEN)         | DNF           |
| 55            | Sebastian Kolze Changizi (DEN)   | 19.           |
| 56            | Simon Bak (DEN)                  | 21.           |

| BHS-PL Beton Bornholm BPC | BHS-PL Beton Bornholm BPC     | BHS-PL Beton Bornholm BPC |
| ------------------------- | ----------------------------- | ------------------------- |
| Nr.                       | Rytter                        | Placering                 |
| 57                        | Adam Holm Jørgensen (DEN)     | 33.                       |
| 58                        | Emil Toudal (DEN)             | DNF                       |
| 59                        | Emil Schandorff Iwersen (DEN) | DNF                       |
| 60                        | Frederik Irgens Jensen (DEN)  | 18.                       |
| 61                        | Gustav Wang (DEN)             | DNF                       |
| 62                        | Mads Rahbek (DEN)             | 23.                       |
| 63                        | Martin Toft Madsen (DEN)      | DNF                       |
| 64                        | Nikolaj Mengel (DEN)          | DNF                       |
| 65                        | Nils Lau Nyborg Broge (DEN)   | 38.                       |
| 66                        | Rasmus Søjberg Pedersen (DEN) | DNF                       |
| 67                        | Sebastian Ryttersgaard (DEN)  | DNF                       |

| Herning CK Elite Biemme Danmark ___ | Herning CK Elite Biemme Danmark ___ | Herning CK Elite Biemme Danmark ___ |
| ----------------------------------- | ----------------------------------- | ----------------------------------- |
| Nr.                                 | Rytter                              | Placering                           |
| 68                                  | Andreas Aidel Brixen (DEN)          | DNF                                 |
| 69                                  | Carl Voldbjerg                      | DNF                                 |
| 70                                  | Casper Kaysen                       | DNF                                 |
| 71                                  | Daniel Lyhne (DEN)                  | 34.                                 |
| 72                                  | Jonas Birk Madsen                   | DNF                                 |
| 73                                  | Jonas Nordal Jakobsen               | DNF                                 |
| 74                                  | Mads-Emil Dupont Hougaard (DEN)     | DNF                                 |
| 75                                  | Nicolai Bujakewitz Kristensen       | DNF                                 |
| 76                                  | Rasmus Byriel Iversen (DEN)         | DNF                                 |

| Restaurant Suri-Carl Ras GSH | Restaurant Suri-Carl Ras GSH | Restaurant Suri-Carl Ras GSH |
| ---------------------------- | ---------------------------- | ---------------------------- |
| Nr.                          | Rytter                       | Placering                    |
| 77                           | Albert Holm (DEN)            | DNF                          |
| 78                           | Christian Lindquist (DEN)    | DNF                          |
| 79                           | Julius Nowak Dalner          | DNS                          |
| 80                           | Magnus Bak Klaris (DEN)      | 14.                          |
| 81                           | Martin Pedersen (DEN)        | DNF                          |
| 82                           | Mathias Larsen (DEN)         | 11.                          |
| 83                           | Oliver Knudsen (DEN)         | 26.                          |
| 84                           | Oscar Bluhm (DEN)            | DNF                          |
| 85                           | Rasmus Bøgh Wallin (DEN)     | 10.                          |
| 86                           | Sebastian Nielsen (DEN)      | 24.                          |
| 87                           | Tobias Kongstad (DEN)        | 42.                          |

| Bache-JS.dk ___ | Bache-JS.dk ___             | Bache-JS.dk ___ |
| --------------- | --------------------------- | --------------- |
| Nr.             | Rytter                      | Placering       |
| 88              | Jeppe Andreasen             | DNF             |
| 89              | Lasse Mikkelsen             | DNF             |
| 90              | Lauge Woer                  | DNF             |
| 91              | Mads Bak Bjerregaard        | DNF             |
| 92              | Markus Klitgaard Bugge      | DNF             |
| 93              | Nicklas Amdi Pedersen (DEN) | 25.             |
| 94              | Peter Skov Lauritzen        | DNF             |
| 95              | Ruben Zilas Larsen          | DNF             |
| 96              | Stefan Ryom                 | DNF             |

| Bahrain Victorious TBV | Bahrain Victorious TBV      | Bahrain Victorious TBV |
| ---------------------- | --------------------------- | ---------------------- |
| Nr.                    | Rytter                      | Placering              |
| 97                     | Johan Price-Pejtersen (DEN) | DNS                    |

| CO:PLAY-Giant Store ___ | CO:PLAY-Giant Store ___    | CO:PLAY-Giant Store ___ |
| ----------------------- | -------------------------- | ----------------------- |
| Nr.                     | Rytter                     | Placering               |
| 98                      | Daniel Lemvig Lond         | DNF                     |
| 99                      | Emil Hyllested             | DNF                     |
| 100                     | Jaspar Lonsdale            | DNF                     |
| 101                     | Kristian Broløs Damgaard   | DNF                     |
| 102                     | Kristian Siig Hessel       | DNF                     |
| 103                     | Magnus Machholdt           | DNF                     |
| 104                     | Mathias Matz (DEN)         | DNF                     |
| 105                     | Mikkel Øritsland (DEN)     | DNF                     |
| 106                     | Pelle Køster (DEN)         | DNF                     |
| 107                     | Poul Holten Andersen       | DNF                     |
| 108                     | Victor Grue Enggaard (DEN) | DNF                     |

| Georg Berg ___ | Georg Berg ___                         | Georg Berg ___ |
| -------------- | -------------------------------------- | -------------- |
| Nr.            | Rytter                                 | Placering      |
| 109            | Frederik Lundberg                      | DNF            |
| 110            | Jacob Schebye                          | 29.            |
| 111            | Jannik Ljungdahl                       | DNF            |
| 112            | Mads Schelde Berg (DEN)                | DNF            |
| 113            | Magnus Rost                            | DNF            |
| 114            | Magnus Bächler                         | DNF            |
| 115            | Nicklas Lilleskov Falk Rasmussen (DEN) | 36.            |
| 116            | Niklas Hornshøj                        | DNF            |
| 117            | Oskar Winkler (DEN)                    | DNF            |

| Give Elementer ___ | Give Elementer ___         | Give Elementer ___ |
| ------------------ | -------------------------- | ------------------ |
| Nr.                | Rytter                     | Placering          |
| 118                | Anders Bruun               | DNF                |
| 119                | Daniel Eriksen             | DNF                |
| 120                | Gustav Frederik Dahl (DEN) | 27.                |
| 121                | Jakob Bødker               | DNF                |
| 122                | Jeppe Falk-Kristensen      | DNF                |
| 123                | Jeppe Tolbøll              | DNF                |
| 124                | Martin Szokody             | DNF                |
| 125                | Mathias Møller Jørgensen   | DNF                |
| 126                | Rasmus Lundtoft Lindbjerg  | DNF                |

| IBT-BH Carl Ras ___ | IBT-BH Carl Ras ___          | IBT-BH Carl Ras ___ |
| ------------------- | ---------------------------- | ------------------- |
| Nr.                 | Rytter                       | Placering           |
| 127                 | Felix Fog Holst Larsen       | DNF                 |
| 128                 | Frederik Thomsen             | 40.                 |
| 129                 | Kasper Due Kaspersen         | DNF                 |
| 130                 | Lucas Schrøder               | DNS                 |
| 131                 | Marckus Njor                 | DNS                 |
| 132                 | Nicholas Thorøe-Hansen (DEN) | DNF                 |
| 133                 | Rasmus Bisgaard              | DNS                 |
| 134                 | Sebastian Andreasson (DEN)   | DNF                 |
| 135                 | Thorolf Rønhede              | DNF                 |

| Spellman Dublin Port ___ | Spellman Dublin Port ___ | Spellman Dublin Port ___ |
| ------------------------ | ------------------------ | ------------------------ |
| Nr.                      | Rytter                   | Placering                |
| 136                      | Anders Fynbo             | DNS                      |

| Team Nyt Syn powered by Fialla ___ | Team Nyt Syn powered by Fialla ___ | Team Nyt Syn powered by Fialla ___ |
| ---------------------------------- | ---------------------------------- | ---------------------------------- |
| Nr.                                | Rytter                             | Placering                          |
| 137                                | Arne Birkemose                     | DNF                                |
| 138                                | Christian Bahr                     | DNS                                |
| 139                                | Emil Tønnesen                      | DNF                                |
| 140                                | Ian Millennium                     | DNS                                |
| 141                                | Rasmus Lund Pedersen (DEN)         | DNF                                |

| Team Sparekassen Danmark Aalborg ___ | Team Sparekassen Danmark Aalborg ___ | Team Sparekassen Danmark Aalborg ___ |
| ------------------------------------ | ------------------------------------ | ------------------------------------ |
| Nr.                                  | Rytter                               | Placering                            |
| 142                                  | Dennis Lock (DEN)                    | DNF                                  |
| 143                                  | Jacob Gye Madsen                     | DNF                                  |
| 144                                  | Johannes Rom Dahl                    | DNF                                  |
| 145                                  | Jonas Sørensen                       | DNF                                  |
| 146                                  | Magnus Lorents Nielsen (DEN)         | DNF                                  |
| 147                                  | Mikkel Kastrup                       | DNF                                  |
| 148                                  | Morten Gadgaard (DEN)                | DNF                                  |
| 149                                  | Oscar Munk-Olsen                     | DNF                                  |
| 150                                  | Sebastian Petersen                   | DNF                                  |
| 151                                  | William Wisholm                      | DNF                                  |

| Uno-X DARE Development UDT | Uno-X DARE Development UDT  | Uno-X DARE Development UDT |
| -------------------------- | --------------------------- | -------------------------- |
| Nr.                        | Rytter                      | Placering                  |
| 152                        | Carl-Frederik Bévort (DEN)  | 6.                         |
| 153                        | Marcus Sander Hansen (DEN)  | DNS                        |
| 154                        | Robin Juel Skivild (DEN)    | 35.                        |
| 155                        | Simon Dalby (DEN)           | DNF                        |
| 156                        | Tobias Aagaard Hansen (DEN) | DNF                        |

| Team ABC Elite ___ | Team ABC Elite ___ | Team ABC Elite ___ |
| ------------------ | ------------------ | ------------------ |
| Nr.                | Rytter             | Placering          |
| 157                | Christian Axelsen  | DNF                |
| 158                | Lucas Gude         | DNF                |
| 159                | Peter Sørensen     | DNF                |

| Frederiksberg Bane- og Landevejsklub ___ | Frederiksberg Bane- og Landevejsklub ___ | Frederiksberg Bane- og Landevejsklub ___ |
| ---------------------------------------- | ---------------------------------------- | ---------------------------------------- |
| Nr.                                      | Rytter                                   | Placering                                |
| 160                                      | Martin Henriksen                         | DNS                                      |
| 161                                      | Simon Jacob Svensson                     | DNS                                      |

| Give Elementer ___ | Give Elementer ___   | Give Elementer ___ |
| ------------------ | -------------------- | ------------------ |
| Nr.                | Rytter               | Placering          |
| 162                | Mads Søgaard Mondrup | DNF                |

| Holbæk Cykelsport ___ | Holbæk Cykelsport ___         | Holbæk Cykelsport ___ |
| --------------------- | ----------------------------- | --------------------- |
| Nr.                   | Rytter                        | Placering             |
| 163                   | Lukas Sulaj Kloppenborg (DEN) | DNF                   |

| Idrettsklubben Hero ___ | Idrettsklubben Hero ___ | Idrettsklubben Hero ___ |
| ----------------------- | ----------------------- | ----------------------- |
| Nr.                     | Rytter                  | Placering               |
| 164                     | Rasmus Dedenroth        | DNS                     |

| Klampenborg CC ___ | Klampenborg CC ___        | Klampenborg CC ___ |
| ------------------ | ------------------------- | ------------------ |
| Nr.                | Rytter                    | Placering          |
| 165                | Frederik Gustav Brendborg | DNF                |

| Randers Cykleklub ___ | Randers Cykleklub ___ | Randers Cykleklub ___ |
| --------------------- | --------------------- | --------------------- |
| Nr.                   | Rytter                | Placering             |
| 166                   | Martin Asvig Pedersen | DNF                   |

| Sydkysten Cycling ___ | Sydkysten Cycling ___  | Sydkysten Cycling ___ |
| --------------------- | ---------------------- | --------------------- |
| Nr.                   | Rytter                 | Placering             |
| 167                   | Jacob Fredslund Larsen | DNF                   |